# Baie des Trois-Saints
La baie des Trois-Saints ou Three Saints Bay (russe : Бухта Трёх Святителей, Boukhta Trëkh Svyatitelyeï, baie des trois Saints Hiérarques) est un bras de mer d'environ 14 km de long, sur la côte sud-est de l'île Kodiak en Alaska, au nord du  détroit de Sitkalidak. Elle est a environ 100 km au sud-ouest de la ville de Kodiak. Son nom provient de celui de l'un des navires de Grigori Chelikhov qui explora la baie en 1784. Les trois saints dont il est question sont Basile de Césarée, Grégoire de Nazianze et Jean Chrysostome.